# A Kylie Christmas
A Kylie Christmas je peti EP avstralske pevke avstralske pevke Kylie Minogue.
30. novembra 2010 je izšel pri založbi Parlophone.
1. decembra 2010 so izdali še drugo različico albuma, naslovljeno A Christmas Gift; ta različica je vključevala še dve pesmi iz njenega enajstega glasbenega albuma, Aphrodite, med drugim tudi »Can't Beat the Feeling« in »Aphrodite«.
Njena različica pesmi »Santa Baby« iz leta 1953 je izšla že prej, leta 2000, kot B-stran singla »Please Stay«.

## Nastopi v živo
Kylie Minogue je 30. novembra 2010 s pesmima »Santa Baby« in »Let It Snow« nastopila v centru Rockefeller v New York Cityju ob prižiganju luči na božičnem drevescu.

## Seznam pesmi
| A Kylie Christmas | A Kylie Christmas | A Kylie Christmas                           | A Kylie Christmas |
| Št.               | Naslov            | Pisec                                       | Dolžina           |
| ----------------- | ----------------- | ------------------------------------------- | ----------------- |
| 1.                | „Let It Snow‟     | Sammy Cahn, Jule Styne                      | 1:57              |
| 2.                | „Santa Baby‟      | Joan Javits, Philip Springer, Tony Springer | 3:22              |
| Skupna dolžina:   | Skupna dolžina:   | Skupna dolžina:                             | 5:19              |

| A Christmas Gift | A Christmas Gift         | A Christmas Gift                                                        | A Christmas Gift |
| Št.              | Naslov                   | Pisec                                                                   | Dolžina          |
| ---------------- | ------------------------ | ----------------------------------------------------------------------- | ---------------- |
| 1.               | „Aphrodite‟              | Nerina Pallot, Andy Chatterley                                          | 3:47             |
| 2.               | „Can't Beat the Feeling‟ | Hannah Robinson, Pascal Gabriel, Borge Fjordheim, Matt Prime, Richard X | 4:10             |
| 3.               | „Santa Baby‟             | Javits, Springer, Springer                                              | 3:23             |
| Skupna dolžina:  | Skupna dolžina:          | Skupna dolžina:                                                         | 11:20            |

## Dosežki
| A Kylie Christmas (2010)               | Dosežek |
| -------------------------------------- | ------- |
| Združeno kraljestvo (UK Singles Chart) | 188     |

| »Santa Baby« (2010)                 | Dosežek |
| ----------------------------------- | ------- |
| Avstralija (ARIA)                   | 85      |
| Velika Britanija (UK Singles Chart) | 132     |

| »Let It Snow« (2010) | Dosežek |
| -------------------- | ------- |
| Avstralija (ARIA)    | 89      |

## Zgodovina izidov
| Država                  | Datum             | Založba          | Format    | Različica         |
| ----------------------- | ----------------- | ---------------- | --------- | ----------------- |
| Velika Britanija        | 30. november 2010 | Parlophone       | Digitalno | A Kylie Christmas |
| Združene države Amerike | 30. november 2010 | Astralwerks      | Digitalno | A Kylie Christmas |
| Velika Britanija        | 1. december 2010  | Parlophone       | Digitalno | A Christmas Gift  |
| Avstralija              | 12. december 2010 | Mushroom Records | Digitalno | A Kylie Christmas |
| Nova Zelandija          | 12. december 2010 | Mushroom Records | Digitalno | A Kylie Christmas |